# Lista siturilor arheologice din județul Buzău - Ș
Lista siturilor arheologice din județul Buzău - Ș conține toate siturile arheologice din județul Buzău înscrise în Repertoriul Arheologic Național (RAN) și aflate în localități al căror nume începe cu litera Ș. RAN este administrat de Ministerul Culturii și Patrimoniului Național și cuprinde date științifice, cartografice, topografice, imagini și planuri, precum și orice alte informații privitoare la zonele cu potențial arheologic, studiate sau nu, încă existente sau dispărute.
Puteți căuta un sit din localitățile care încep cu litera Ș folosind formularul de mai jos sau puteți naviga prin toate siturile din județ la Lista siturilor arheologice din județul Buzău.
| Cod RAN                                  | Denumire | Localitate                      | Adresă                     | Datare                | Descoperit | Coordonate | Imagine           | Erori            |
| ---------------------------------------- | --- | ------------------------------- | -------------------------- | --------------------- | ---------- | ---------- | ----------------- | ---------------- |
| 48548.01.01                              | Situl arheologic Latene de la Șarânga - "La Teișanu" / ansamblu anonim (Categorie: locuire) (Tip: Necropolă)               | sat Șarânga, comuna Pietroasele | La Teișanu                 | sec. IV - III a. Chr. |            |            | Încărcați imagine | Raportați eroare |
| 48548.01.02                              | Situl arheologic Latene de la Șarânga - "La Teișanu" / ansamblu anonim (Categorie: locuire) (Tip: Așezare)                 | sat Șarânga, comuna Pietroasele | La Teișanu                 | sec. IV - III a. Chr. |            |            | Încărcați imagine | Raportați eroare |
| 49000.06.01                              | Situl arheologic de la Știubei - "Movila Știubei" / ansamblu anonim (Categorie: locuire civilă) (Tip: Așezare)             | sat Știubei, comuna Râmnicelu   | Movila Știubei             |                       |            |            | Încărcați imagine | Raportați eroare |
| 49000.06.02                              | Situl arheologic de la Știubei - "Movila Știubei" / ansamblu anonim (Categorie: locuire civilă) (Tip: Așezare)             | sat Știubei, comuna Râmnicelu   | Movila Știubei             |                       |            |            | Încărcați imagine | Raportați eroare |
| 49000.06.03                              | Situl arheologic de la Știubei - "Movila Știubei" / ansamblu anonim (Categorie: locuire civilă) (Tip: Așezare)             | sat Știubei, comuna Râmnicelu   | Movila Știubei             | sec. III - IV         |            |            | Încărcați imagine | Raportați eroare |
| 49000.05.01                              | Situl arheologic de la Știubei - "Movila Bășicată" / ansamblu anonim (Categorie: locuire civilă) (Tip: Așezare)            | sat Știubei, comuna Râmnicelu   | Movila Bășicată            |                       |            |            | Încărcați imagine | Raportați eroare |
| 49000.05.02                              | Situl arheologic de la Știubei - "Movila Bășicată" / ansamblu anonim (Categorie: locuire civilă) (Tip: Așezare)            | sat Știubei, comuna Râmnicelu   | Movila Bășicată            |                       |            |            | Încărcați imagine | Raportați eroare |
| 49000.05.03                              | Situl arheologic de la Știubei - "Movila Bășicată" / ansamblu anonim (Categorie: locuire civilă) (Tip: Așezare)            | sat Știubei, comuna Râmnicelu   | Movila Bășicată            | mil. I a. Chr.        |            |            | Încărcați imagine | Raportați eroare |
| 49000.04.01                              | Situl arheologic de la Știubei - "La Temeinic" / ansamblu anonim (Categorie: locuire civilă) (Tip: Așezare)                | sat Știubei, comuna Râmnicelu   | La Temeinic                |                       |            |            | Încărcați imagine | Raportați eroare |
| 49000.04.02                              | Situl arheologic de la Știubei - "La Temeinic" / ansamblu anonim (Categorie: locuire civilă) (Tip: Așezare)                | sat Știubei, comuna Râmnicelu   | La Temeinic                |                       |            |            | Încărcați imagine | Raportați eroare |
| 49000.04.03                              | Situl arheologic de la Știubei - "La Temeinic" / ansamblu anonim (Categorie: locuire civilă) (Tip: Așezare)                | sat Știubei, comuna Râmnicelu   | La Temeinic                | mil. I                |            |            | Încărcați imagine | Raportați eroare |
| 49000.01.01 (Cod LMI: BZ-I-m-B-02290.03) | Situl arheologic de la Știubei - "Movila Săpată" / ansamblu anonim (Categorie: locuire) (Tip: Așezare)                     | sat Știubei, comuna Râmnicelu   | Movila Săpată              |                       |            |            | Încărcați imagine | Raportați eroare |
| 49000.01.02 (Cod LMI: BZ-I-m-B-02290.02) | Situl arheologic de la Știubei - "Movila Săpată" / ansamblu anonim (Categorie: locuire) (Tip: Așezare)                     | sat Știubei, comuna Râmnicelu   | Movila Săpată              |                       |            |            | Încărcați imagine | Raportați eroare |
| 49000.01.03 (Cod LMI: BZ-I-m-B-02290.01) | Situl arheologic de la Știubei - "Movila Săpată" / ansamblu anonim (Categorie: locuire) (Tip: Necropolă)                   | sat Știubei, comuna Râmnicelu   | Movila Săpată              | sec. X - XI           |            |            | Încărcați imagine | Raportați eroare |
| 49000.02.01 (Cod LMI: BZ-I-m-B-02291.04) | Situl arheologic de la Știubei - "Movila lui Panait D. Matei" / ansamblu anonim (Categorie: locuire) (Tip: Așezare)        | sat Știubei, comuna Râmnicelu   | Movila lui Panait D. Matei |                       |            |            | Încărcați imagine | Raportați eroare |
| 49000.02.02 (Cod LMI: BZ-I-m-B-02291.03) | Situl arheologic de la Știubei - "Movila lui Panait D. Matei" / ansamblu anonim (Categorie: locuire) (Tip: Așezare)        | sat Știubei, comuna Râmnicelu   | Movila lui Panait D. Matei |                       |            |            | Încărcați imagine | Raportați eroare |
| 49000.02.03 (Cod LMI: BZ-I-m-B-02291.02) | Situl arheologic de la Știubei - "Movila lui Panait D. Matei" / ansamblu anonim (Categorie: locuire) (Tip: Așezare)        | sat Știubei, comuna Râmnicelu   | Movila lui Panait D. Matei | sec. IV               |            |            | Încărcați imagine | Raportați eroare |
| 49000.02.04 (Cod LMI: BZ-I-m-B-02291.01) | Situl arheologic de la Știubei - "Movila lui Panait D. Matei" / ansamblu anonim (Categorie: locuire) (Tip: Necropolă)      | sat Știubei, comuna Râmnicelu   | Movila lui Panait D. Matei | sec. XI               |            |            | Încărcați imagine | Raportați eroare |
| 45931.01.01 (Cod LMI: BZ-I-s-B-02292)    | Așezarea Monteoru de la Șuchea - "Valea Largă" / ansamblu anonim (Categorie: locuire civilă) (Tip: Așezare)                | sat Șuchea, comuna Cănești      | Valea Largă                | Monteoru              |            |            | Încărcați imagine | Raportați eroare |
| 49000.03.01                              | Situl arheologic de la Știubei - "Movila Temeinic II" / ansamblu anonim (Categorie: descoperire funerară) (Tip: Necropolă) | sat Știubei, comuna Râmnicelu   | Movila Temeinic II         |                       |            |            | Încărcați imagine | Raportați eroare |
| 49000.03.02                              | Situl arheologic de la Știubei - "Movila Temeinic II" / ansamblu anonim (Categorie: descoperire funerară) (Tip: Necropolă) | sat Știubei, comuna Râmnicelu   | Movila Temeinic II         |                       |            |            | Încărcați imagine | Raportați eroare |
| 49000.03.03                              | Situl arheologic de la Știubei - "Movila Temeinic II" / ansamblu anonim (Categorie: descoperire funerară) (Tip: Necropolă) | sat Știubei, comuna Râmnicelu   | Movila Temeinic II         | mil. I                |            |            | Încărcați imagine | Raportați eroare |